# Länsisaari (ö i Kymmenedalen)
Länsisaari är en ö i Finland. Den ligger i Finska viken och i kommunen Kotka i den ekonomiska regionen  Kotka-Fredrikshamn i landskapet Kymmenedalen, i den södra delen av landet. Ön ligger omkring 23 kilometer sydöst om Kotka och omkring 130 kilometer öster om Helsingfors.
Öns area är 14,5 hektar och dess största längd är 0,7 kilometer i öst-västlig riktning.